# كسينيا ماكييفا
كسينيا ماكييفا (الروسية: Макеева, Ксения Владимировна) مواليد 19 سبتمبر 1990 في أوفا، الاتحاد السوفيتي، هي لاعبة كرة يد روسية. مثلت منتخب روسيا لكرة اليد للسيدات. حققت المركز الأول في بطولة العالم لكرة اليد للسيدات 2009.

## سجل المنافسة
شاركت في البطولات التالية:
- بطولة العالم لكرة اليد للسيدات 2015
- بطولة أوروبا لكرة اليد للسيدات 2014
- بطولة أوروبا لكرة اليد للسيدات 2016

## الميداليات
| الميدالية | المسابقة                            |
| --------- | ----------------------------------- |
| ذهبية     | بطولة العالم لكرة اليد للسيدات 2009 |

## روابط خارجية
- كسينيا ماكييفا على موقع الاتحاد الأوروبي لكرة اليد (الإنجليزية)
- كسينيا ماكييفا على موقع أوليمبيديا (الإنجليزية)